# Станова планинска земя
Становата планинска земя (на руски: Становое нагорье) е обширна планинска система в Източен Сибир, разположена в северните части на Бурятия и Забайкалски край и източната част на Иркутска област в Русия.

## Географска характеристика

### Географско положение, граници, големина
Становата планинска система се простира в направление изток-североизток на протежение около 700 km от северния край на езерото Байкал на запад до средното течение на река Ольокма (десен приток на Лена) на изток. Ширината ѝ е над 200 km. На север Становата планинска земя граничи със Северобайкалската и Патомска планинска земя и Ольокмо-Чарското плато, на юг – с планинската земя Ольокмински Становик и Витимското плато, а на югозапад се свързва с Икатския и Баргузински хребет.
Състои се от няколко успоредни един на друг планински хребети – Горноангарски (2641 m), Делюн-Урански, Северомуйски (2537 m), Кодар (връх БАМ 3072 m (56°51′45″ с. ш. 117°34′37″ и. д. / 56.8625° с. ш. 117.576944° и. д.), най-високата точка на планинската земя и цялото Забайкалие), Южномуйски (2701 m), Удокан (2515 m), Каларски (2519 m), Янкан (2219 m) и др., простиращи се в североизточно направление и разделени помежду си от междупланински котловини (Горноангарска, Муйско-Куандинска и Горночарска), дъната на които лежат на височина 500 – 1000 m.

### Геоложки строеж, полезни изкопаеми, релеф
Становата планинска земя е част от обширно сводово издигане, изградено основно от архайски и протерозойски кристалинни и метаморфни скали, а котловините са запълнени с мощни кайнозойски наслаги. Високата сеизмичност, повсеместното разпространение на вечно замръзналата почва и силната разчлененост на релефа обуславят голямата интензивност на съвременните релефообразуващи процеси.
С геоложкия строеж на планинската система са свързани и находищата на различни видове полезни изкопаеми: злато, мед, флуорити, каменни въглища и др.
За релефа на планината са характерни типичните алпийски форми – скалисти гребени, остри върхове, циркуси, трогови долини. Склоновете на повечето върхове не са стръмни, а се състоят от планински тераси.

### Климат, води
Климатът в региона е рязко континентален. Лятото в котловините е топло и продължава 2 – 3 месеца, а високо в планините – прохладно и кратко (на места под 1 месец). Зимата е много студена и продължителна, в котловините почти безснежна. Годишното количество на валежите е от 300 – 400 mm в котловините до 1000 mm по склоновете на хребетите, като 60% от тях падат през втората половина на лятото. Характерно явление през зимата са температурните инверсии в котловините. По най-високите части има малки съвременни ледници.
Речната мрежа в Становата планинска земя е гъста и подхранването на реките е предимно снежно. Планинската система от юг на север е проломена от дълбоката долина на река Витим (десен приток на Лена). От нея водят началото си множесто леви (Муя, Мамакан, Мама, Голяма Чуя) и десни (Калакан, Калар, Куанда, Сигикта) притоци на Витим; леви притоци на Ольокма – Дирин-Юря, Имангра, Хани, Орюс-Миеле и Чара с Токко. От западните части на планинската система извират реките Горна Ангара (влива се в езерото Байкал) и Чая (десен приток на Лена). В котловините има множество езера, най-големи от които са Баунт, Орон (в Бурятия) и Орон (в Иркутска област).

### Растителност
Склоновете на хребетите до около 1200 m са обрасли с лиственична тайга, а нагоре следват редки лиственични гори и планинска тундра. Дъната на котловините са заети заблатени ливади, а по перифериите им върху мощни пясъчни наслаги растат борови и борово-лиственични гори.

## Транспорт
Па цялото протежение на Становата планинска земя, от запад на изток преминава участък от Байкало-Амурската железопътна магистрала.

## Национален Атлас на Русия
- Становое нагорье[2]